# Strzemieszyce Małe
Strzemieszyce Małe – dzielnica Dąbrowy Górniczej położona między Strzemieszycami Wielkimi a Łośniem. 1 stycznia 1973 włączone do miasta Strzemieszyce Wielkie. Do Dąbrowy Górniczej zostały przyłączone w 1975 roku. Oddalone o 10,8 km od centrum.
Powierzchnia zajmowana przez dzielnicę to 889 ha.
Były wsią biskupstwa krakowskiego w powiecie proszowickim w województwie krakowskim w końcu XVI wieku.

## Pochodzenie nazwy
Nazwa Strzemieszyce Małe jest, podobnie jak nazwa Strzemieszyc Wielkich, nazwą patronimiczną, utworzoną od przydomku Strzemiesz. Jako przysiółek Strzemieszyc Wielkich znane pod nazwą Strzemieszyce Małe (Strmyeschycze minor) już w XV w.

## Historia

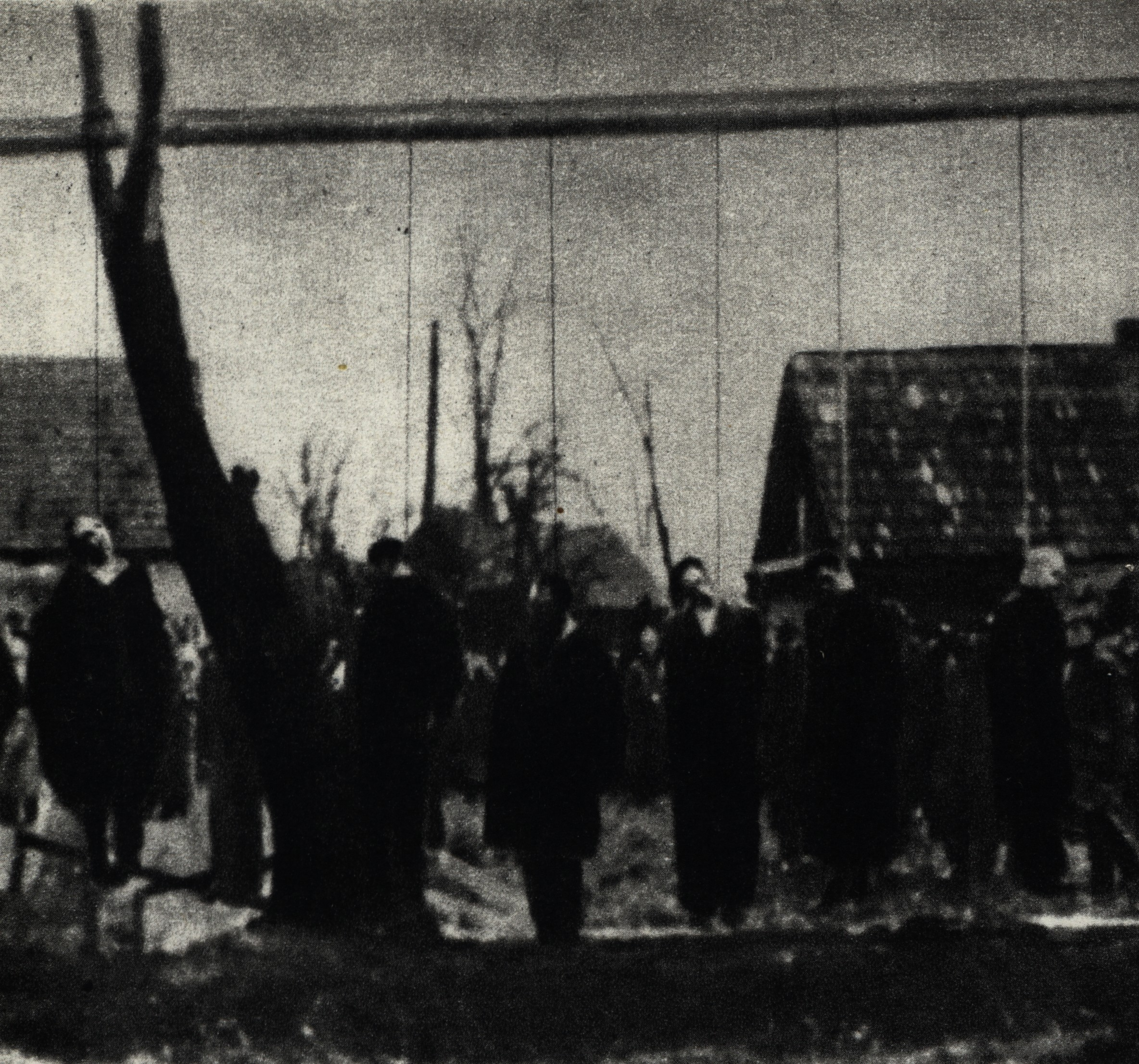
Okupacja niemiecka, egzekucja 11 zakładników w dniu 19 listopada 1943

Pierwsze wiadomości o wsi pochodzą z XIV wieku, kiedy była ona własnością biskupów krakowskich. Według Liber beneficiorum dioecesis Cracoviensis Jana Długosza (1470-1480) Strzemieszyce Małe miały 18 łanów, karczmę i łany sołtysie dające dziesięcinę w wysokości 20 grzywien. Inwentarz dóbr kapituły krakowskiej z 1645 wymienia 28 gospodarzy oraz określa ich powinności pańszczyźniane.
Pierwsze wiadomości na temat górnictwa kruszcowego pochodzą z XVI w., kiedy wieś była terenem eksploatacji rud galeny i galmanu, wchodzącym w skład klucza sławkowskiego. W 1550 działała kopalnia na Kawiej Górze (między Kawą i Zakawiem), własność byłego żupnika sławkowskiego Jana Porębskiego. Równocześnie prowadzono eksploatację „na Strzemeskim” (dzisiejsze Zakawie) oraz w okolicach dzisiejszej Lipówki, gdzie działały dwie kopalnie. Jedną z nich była kopalnia „Lipie”, będąca w 1567 w posiadaniu Wacława Waczka. Druga usytuowana była na wschód od kopalni „Lipie” i była pierwotnie własnością Grzegorza Pabianka.
Od 1790 były własnością rządową, później w gminie olkusko-siewierskiej. W 1890 liczyły 148 domów, z tego 97 w samej Małej Wsi, Annie i Kawie, 19 w kolonii Kazdębie, 23 w kolonii Zakawie i 9 w kolonii Lipówka. Łącznie zamieszkiwało w nich 1340 mieszkańców. Pierwotnie znajdowały się w parafii Sławków, po 1335 przejściowo w parafii Jaworzno, od 1675 do 1911 w parafii Gołonóg, potem w parafii Najświętszego Serca Pana Jezusa w Strzemieszycach Wielkich. Od 1957 parafia pod wezwaniem Matki Boskiej Szkaplerznej w Strzemieszycach Małych. Podjęto wtedy starania o wybudowanie kościoła, którego parafia pierwotnie nie miała. Znany jest list mieszkańców parafii w Strzemieszycach Małych, który wystosowali oni w 1961 do przewodniczącego Rady Państwa PRL Aleksandra Zawadzkiego z prośbą o pozwolenie na budowę kościoła. Zezwolenie udzielone zostało jednak dopiero w 1967. Kościół wybudowano w 1968. Jeszcze w XIX w. do Strzemieszyc Małych stopniowo przyłączano kolejne przysiółki: Lipówka, Anna, Wojciechowice, Świerczyna, Kawia Góra, Kazdębie, Zakawie.
W XIX w. działały w Strzemieszycach Małych dwie rządowe kopalnie galmanu, podporządkowane Głównej Dyrekcji Górniczej i Dozorstwu Olkusko-Siewierskiemu (zwanemu później Zachodnim Okręgiem Górniczym). W 1820 założono kopalnię „Anna”, która była jedną z największych kopalń galmanu w okolicy. W okresie swego szczytowego rozwoju zatrudniała 200 robotników, w tym 50 górników. Zamknięta została prawdopodobnie w 1893 r., kiedy zanotowano jeszcze wydobycie w wysokości 144 ton. Druga ze strzemieszyckich kopalń galmanu, „Kawia Góra”, usytuowana na wschód od kopalni „Anna” rozpoczęła wydobycie w 1844 i zamknięta została w latach sześćdziesiątych XIX wieku. Wokół tych dwóch kopalń, oraz trzeciej - zlokalizowanej na terytorium Sławkowa - kopalni „Leonidas” powstały przysiółki Anna, Kawa i Zakawie. W XIX wieku pracował tutaj i mieszkał Józef Cieszkowski – późniejszy naczelny zawiadowca kopalń rządowych Zachodniego Okręgu Górniczego w Dąbrowie Górniczej. Dworek, w którym mieszkał Cieszkowski, nie zachował się do dzisiejszych czasów.
W 1820 r. powstała w Strzemieszycach Małych szkoła elementarna, która w 1934 r. przeniesiona została do nowego, istniejącego do dziś budynku. Funkcjonująca w nim Szkoła Podstawowa nr 19 w Dąbrowie Górniczej zamknięta została w 2000.
W czasie drugiej wojny światowej teren Strzemieszyc Małych objęty był działaniem kilku grup partyzanckich, z których jedną był oddział dowodzony przez Henryka Miltona (ps. Ordon). Głośnym echem odbiło się w okolicy zamordowanie 19 listopada 1943 r. w Strzemieszycach Małych niemieckiego żandarma Ernesta Bergmanna. W 1944 r. na miejscowych pastwiskach odbywało manewry wojsko niemieckie, zakwaterowane w budynku szkolnym. Armia Czerwona wyzwoliła Strzemieszyce Małe pod koniec stycznia 1945 r.
Do 1950 w gminie olkusko-siewierskiej, następnie gromada w gminie Strzemieszyce Wielkie (1950–1954) i sołectwo (do 1973). W 1973 sołectwo Strzemieszyce Małe wcielone zostało do miasta Strzemieszyce Wielkie. W 1975 razem ze Strzemieszycami Wielkimi wcielone do Dąbrowy Górniczej.

## Ludzie związani ze Strzemieszycami Małymi
- Józef Cieszkowski (ur. 8 marca 1798 w Czubrowicach, zm. 12 czerwca 1867 w Strzemieszycach Małych) – polski górnik, jeden z głównych twórców polskiego słownictwa fachowego w dziedzinie górnictwa. Od 1834 r. zajmował stanowisko naczelnego zawiadowcy kopalni rządowych Zachodniego Okręgu Węglowego w Dąbrowie Górniczej. Zasłużył się też przy poszukiwaniu miejscowych złóż galmanu. Od 1850 do śmierci w 1867 mieszkał w dzierżawionym dworku w Strzemieszycach Małych.
- Jerzy Stanisław Oskierka-Kramarczyk ps. „Oskierka” (ur. 8 listopada 1890 roku, zm. 18 marca 1937) – major dyplomowany piechoty Wojska Polskiego.

- Arkadiusz Rybak (ur. 14 czerwca 1973 r.) - regionalista i popularyzator dziedzictwa historycznego i kulturowego Zagłębia Dąbrowskiego. Kustosz Muzeum Miejskiego Sztygarka w Dąbrowie Górniczej.

## Galeria obrazów

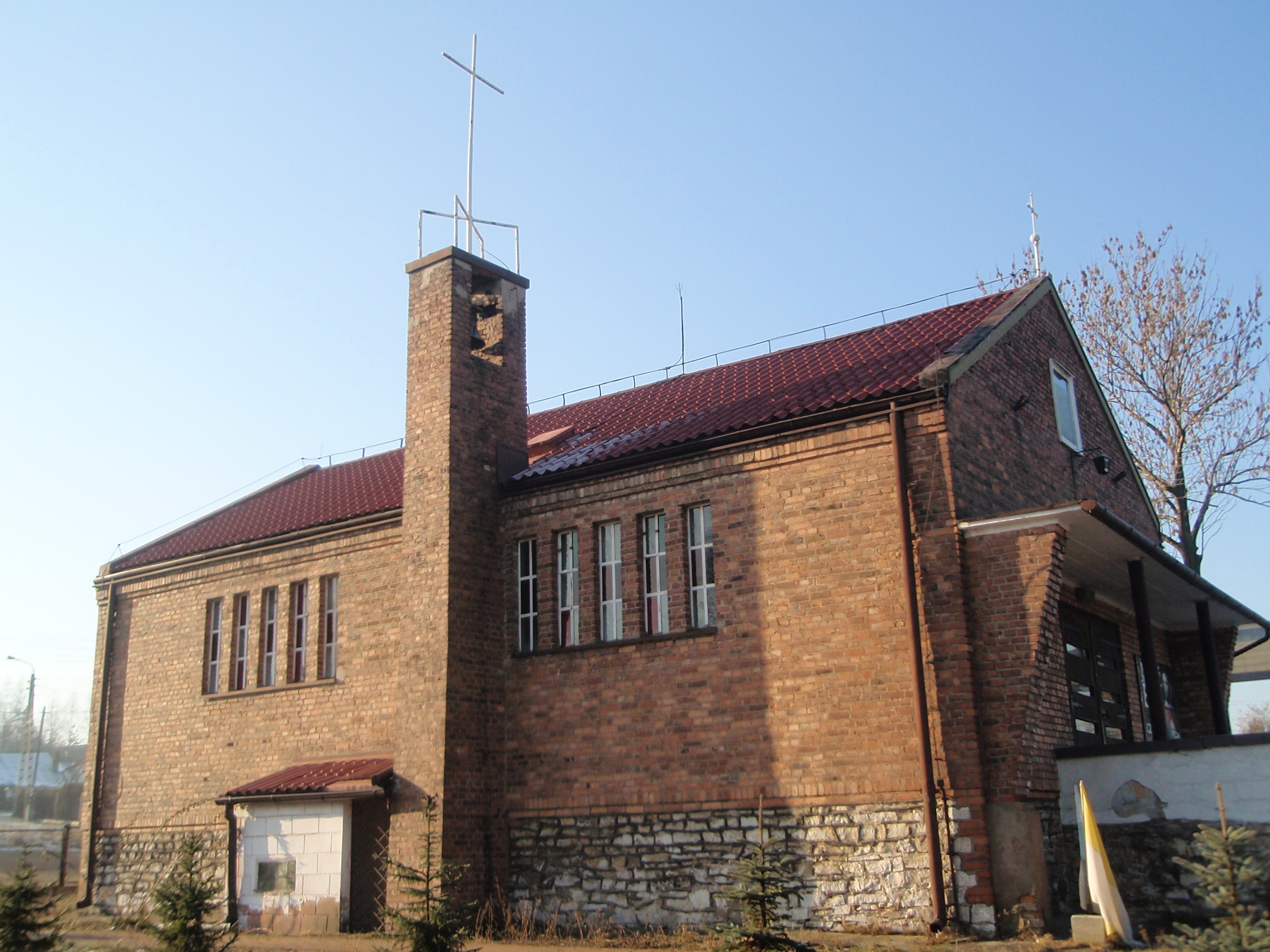
Kościół w Strzemieszycach Małych (wybud. 1968 r.)
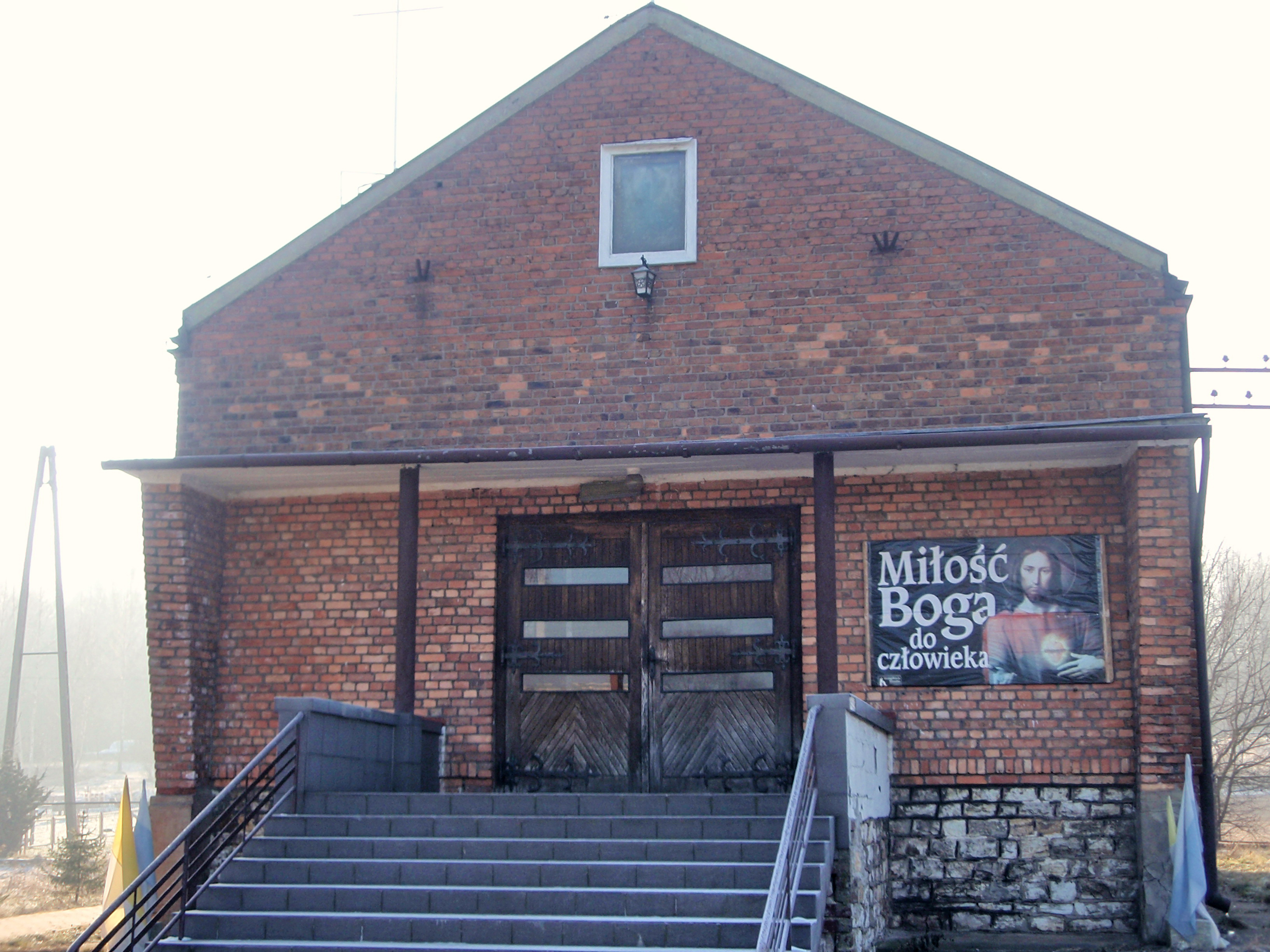
Wejście do kościoła w Strzemieszycach Małych
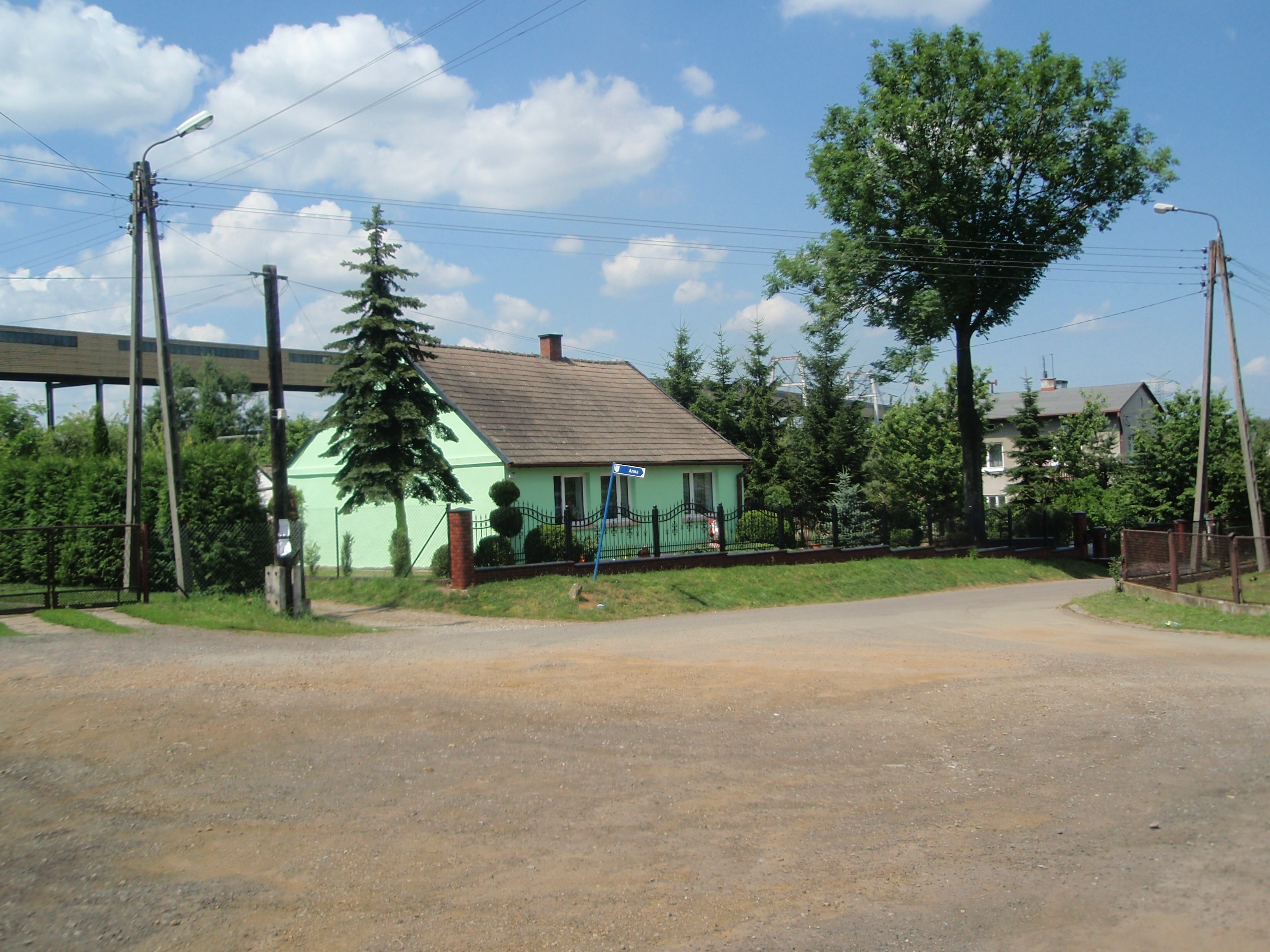
Ul. Główna naprzeciwko kościoła
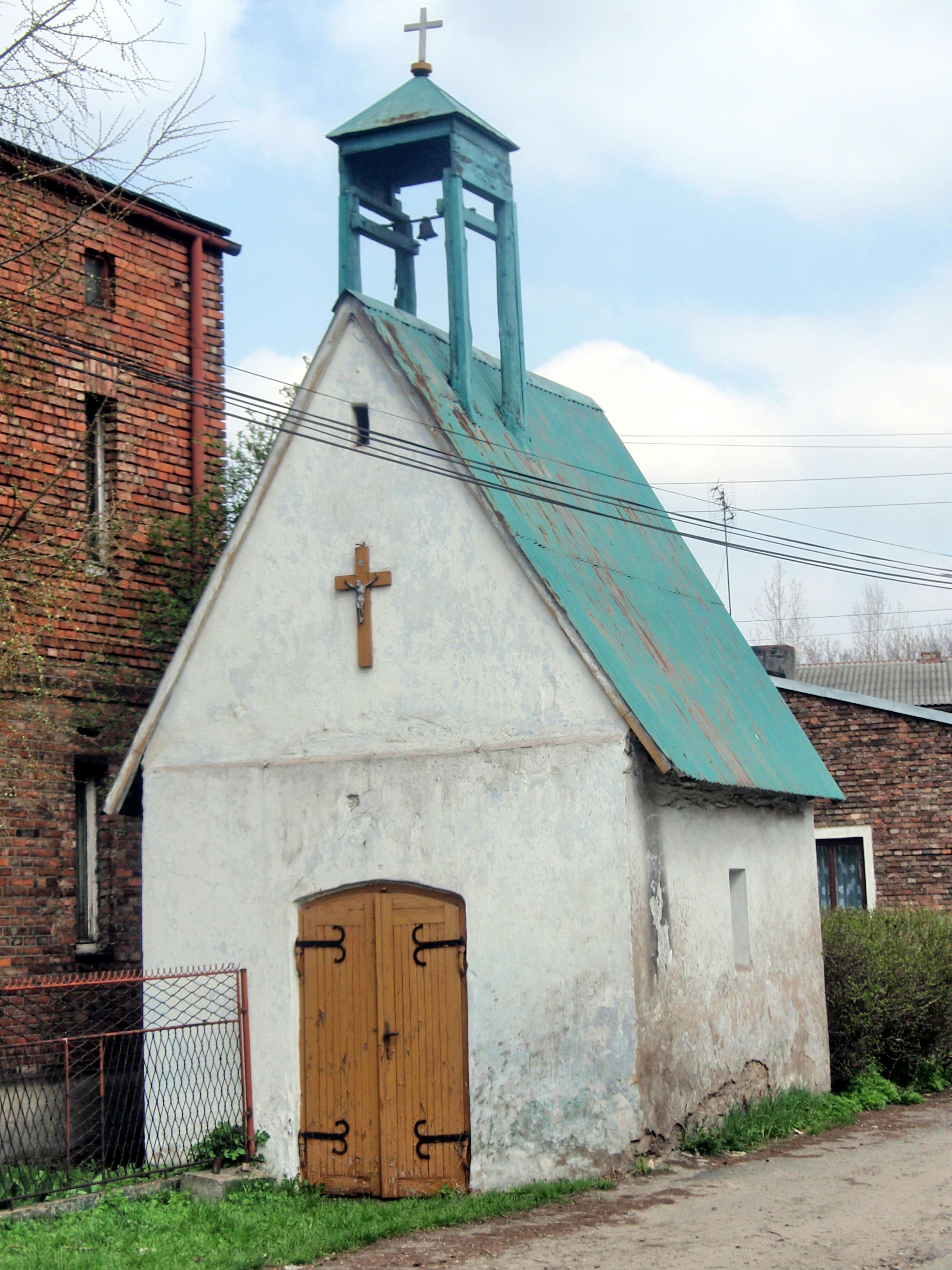
Kaplica w Strzemieszycach Małych (wybud. na przełomie XVIII i XIX w., w latach 1957-1967 kaplica parafialna)
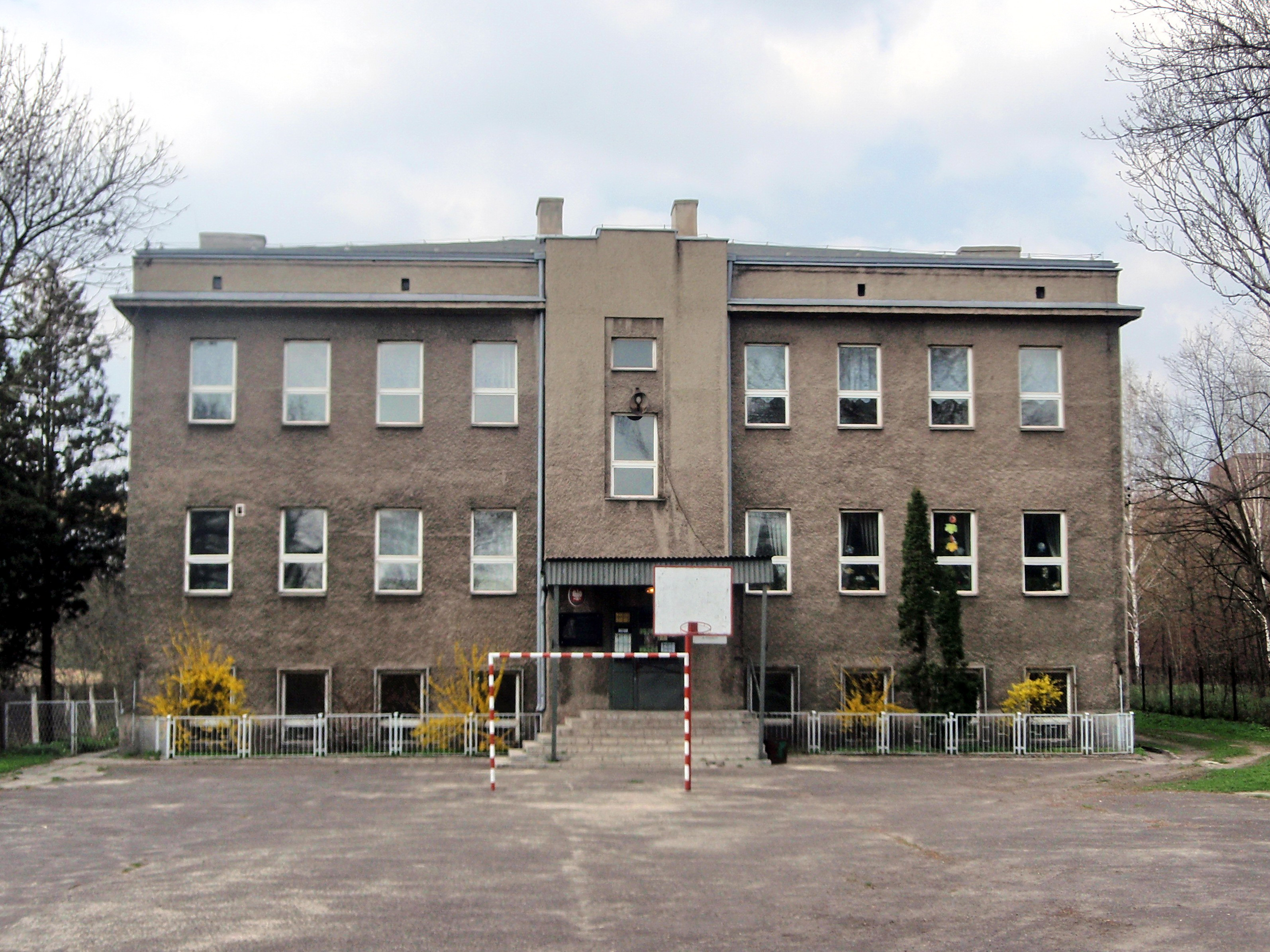
Budynek szkoły podstawowej (wybud. 1934 r.)
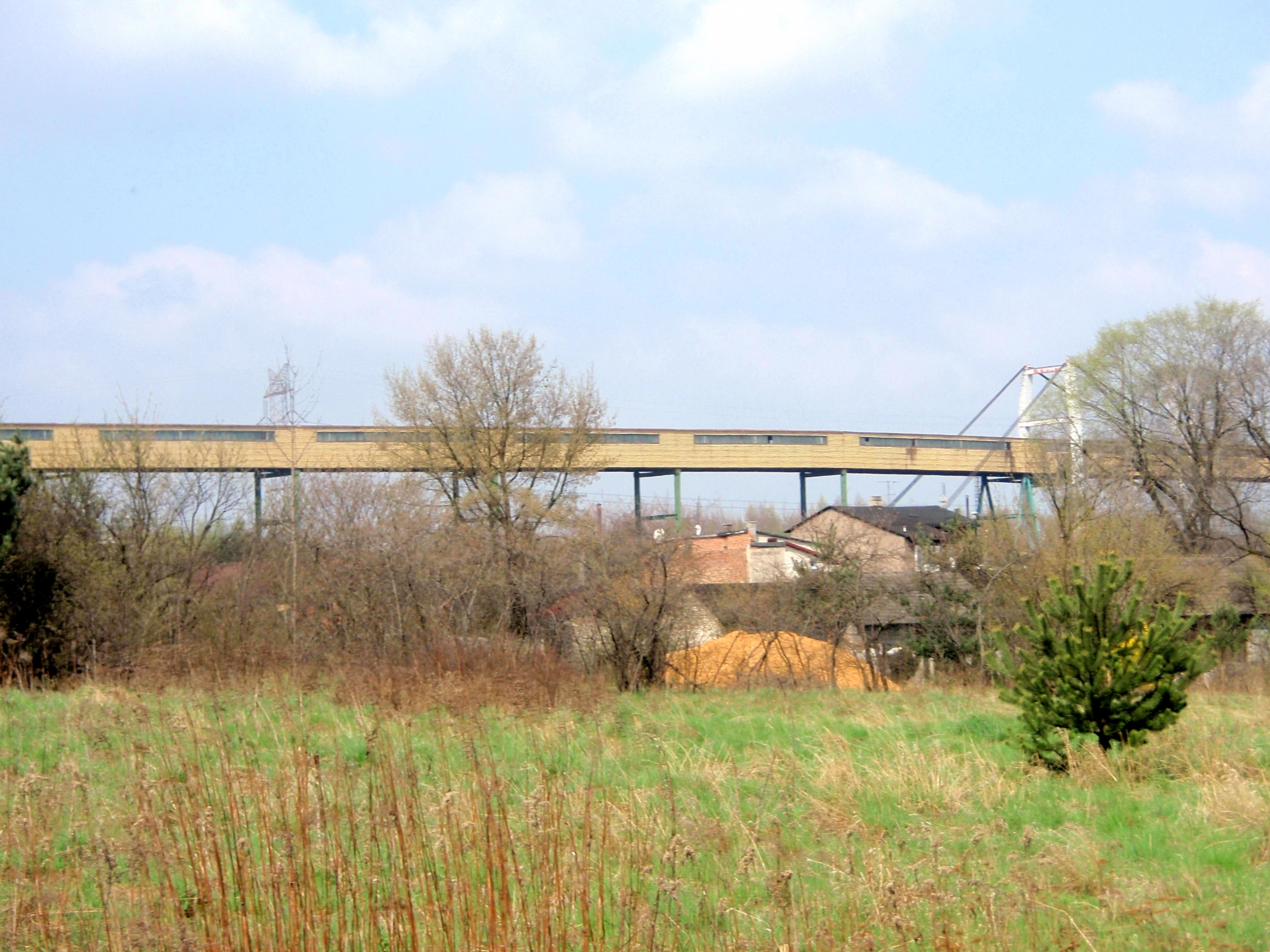
Taśmociąg nad Strzemieszycami Małymi
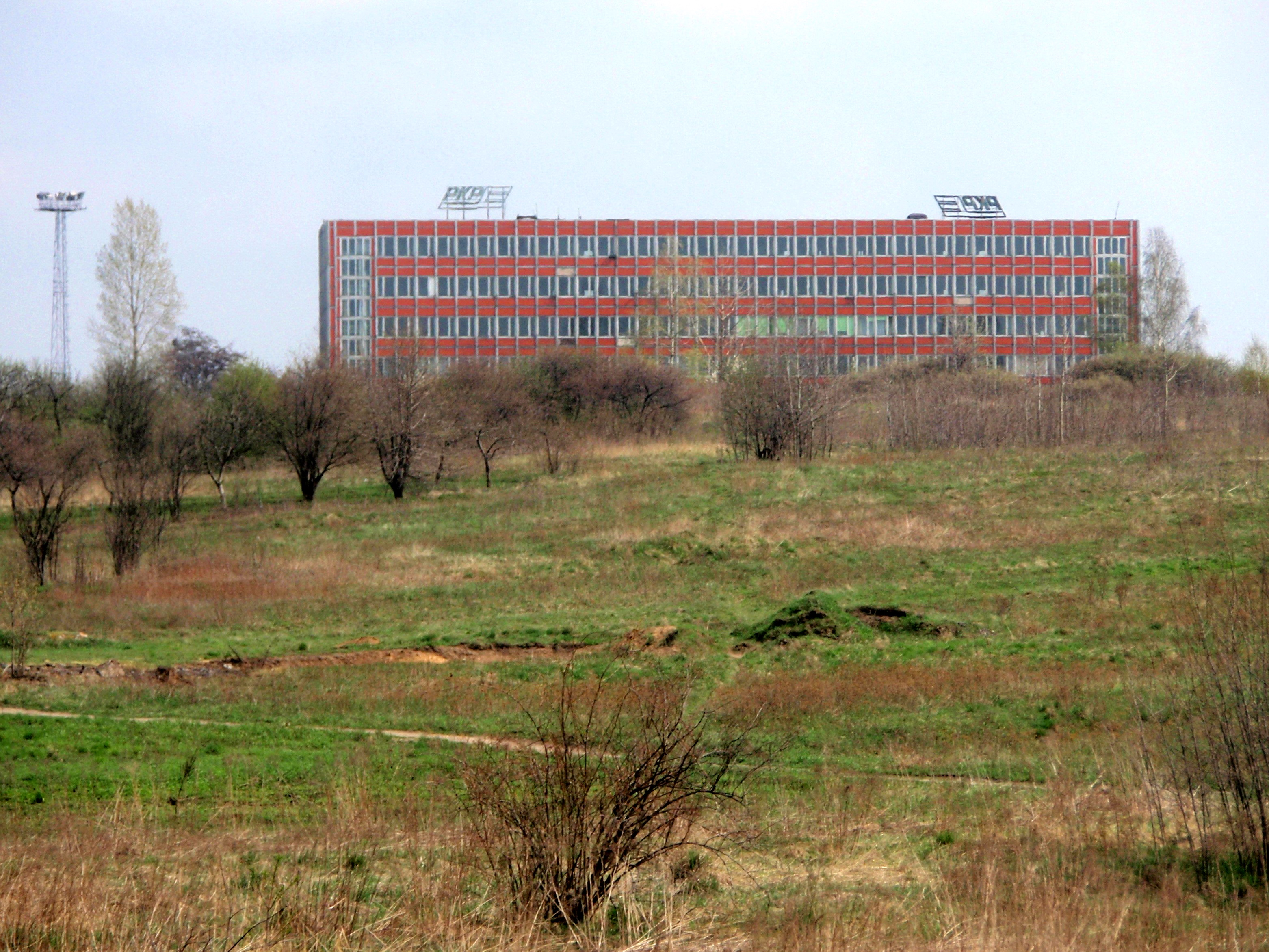
Dąbrowa Górnicza Towarowa
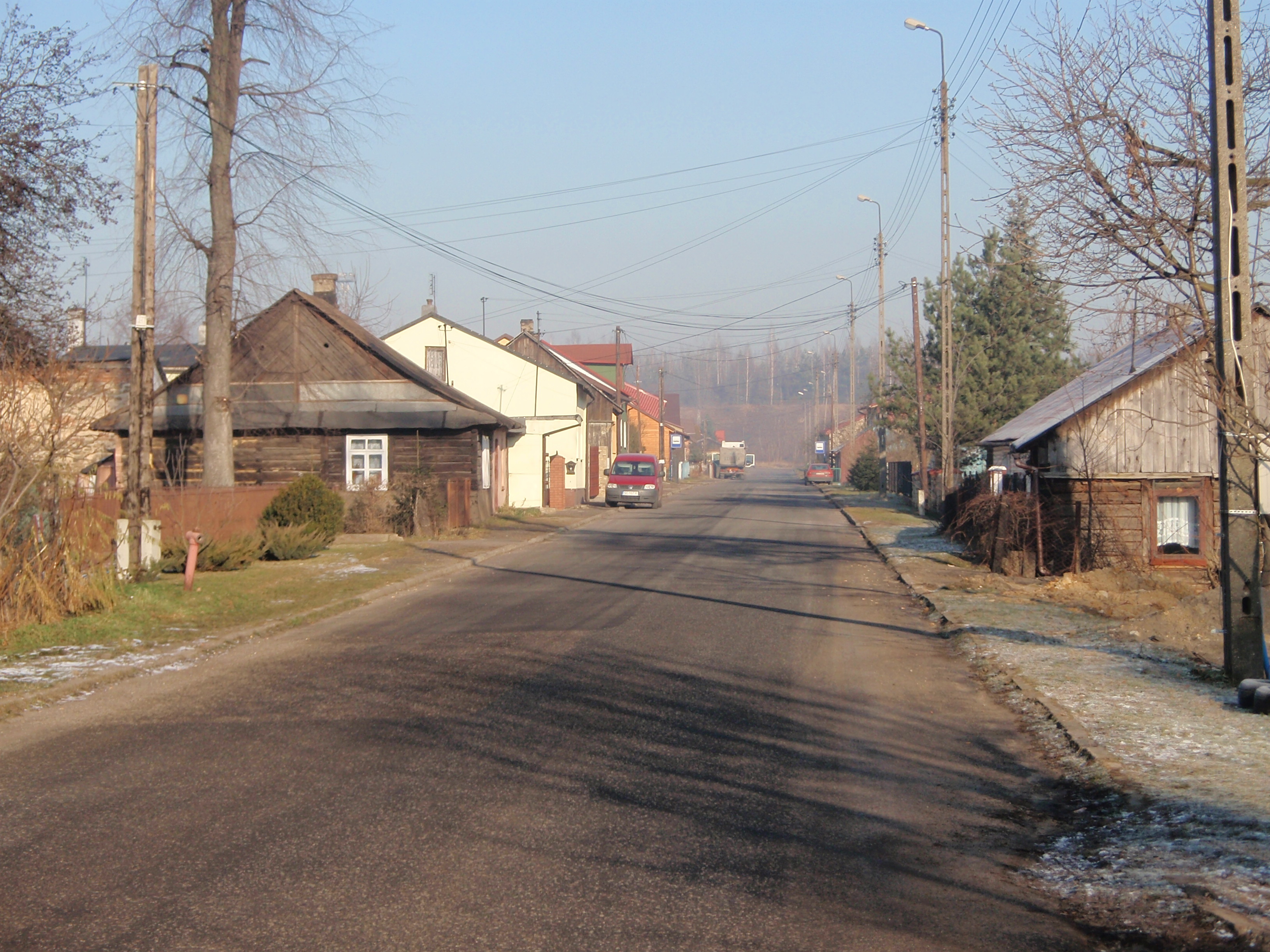
Zakawie, widok od strony południowej
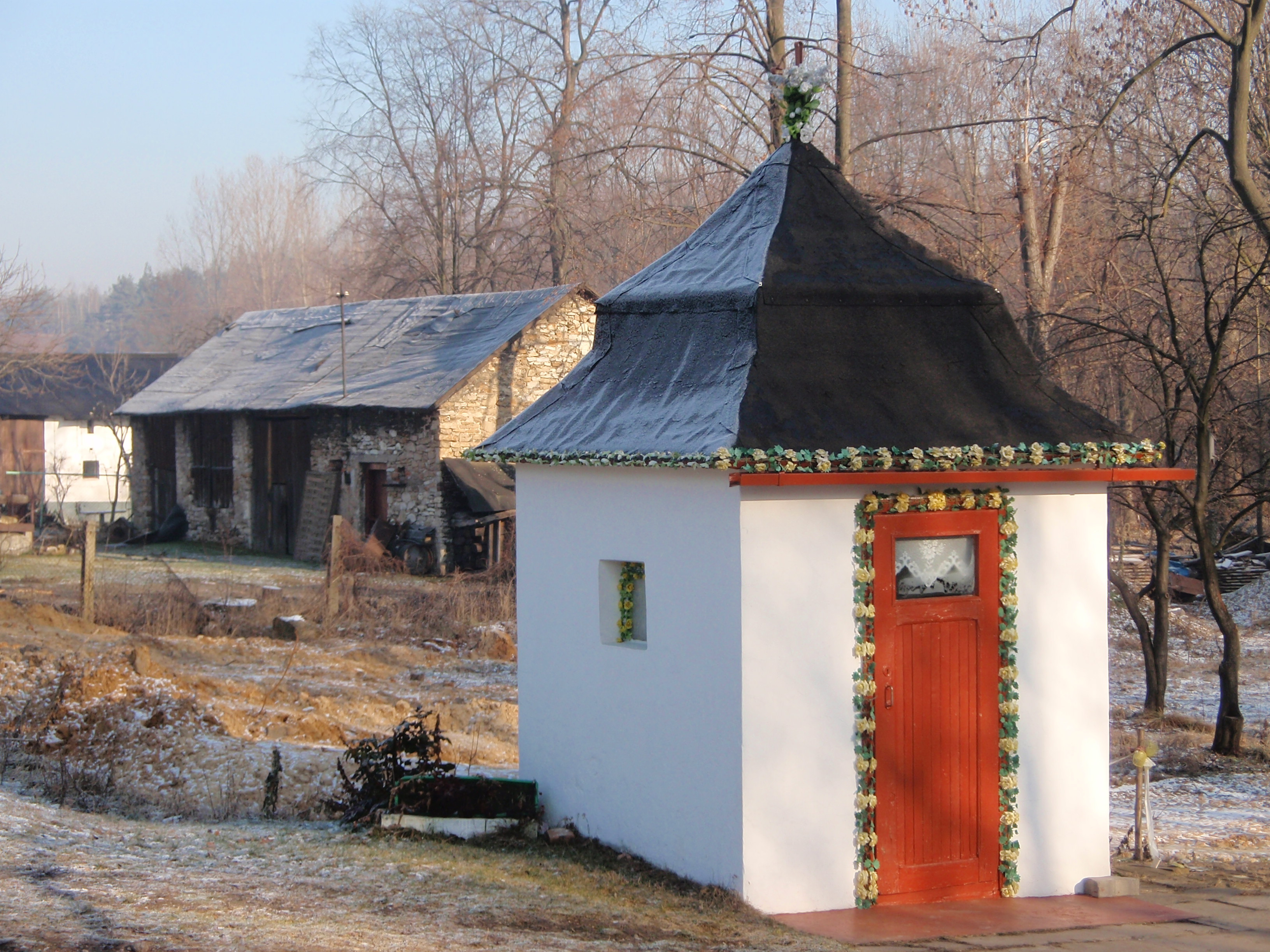
Zakawie, kapliczka św. Antoniego
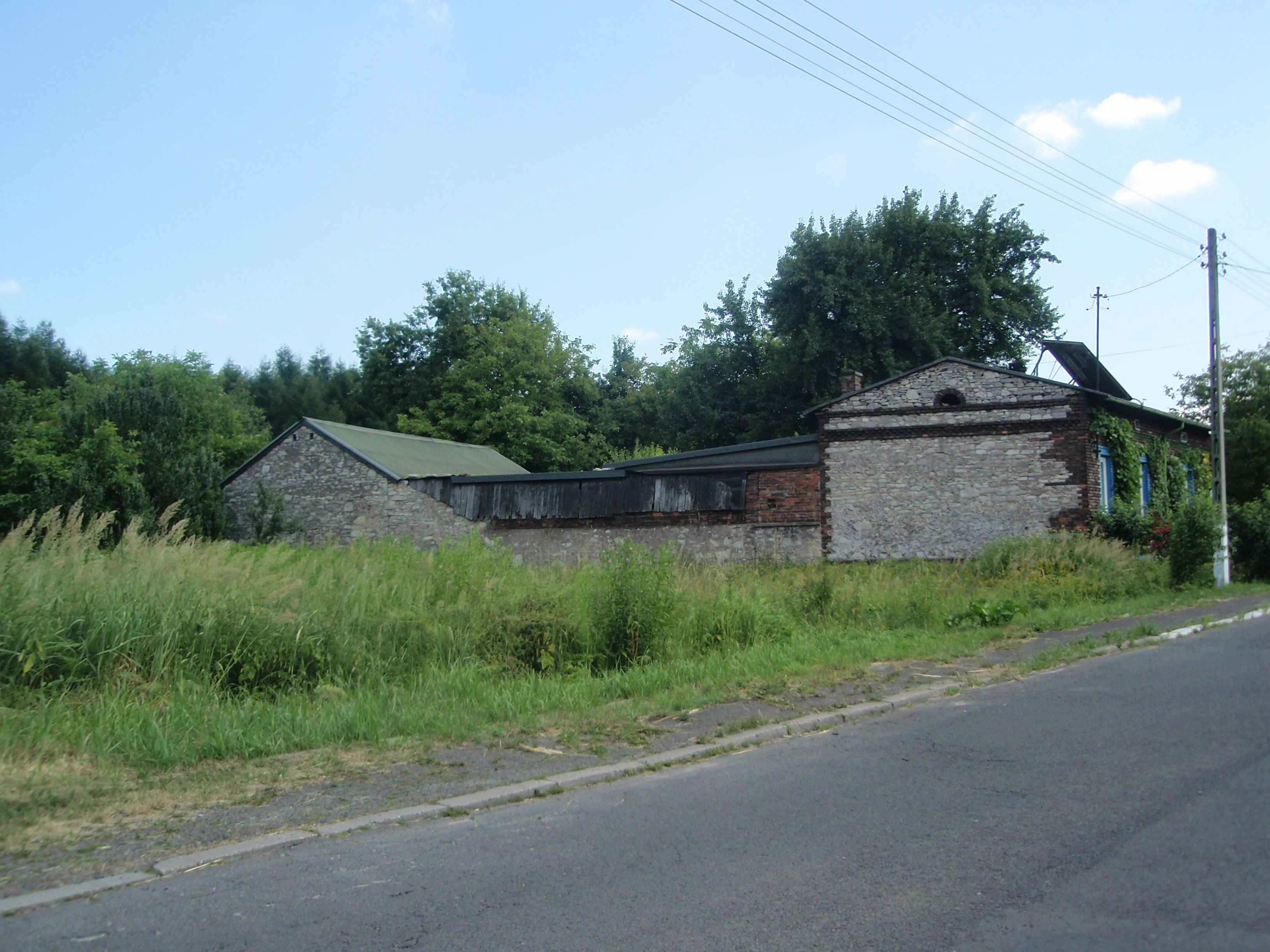
ul. Kazdębie